# هولو نايت
هولو نايت (بالإنجليزية: Hollow Knight)‏ هي لعبة فيديو من نوع مترويدفينيا والأكشن والمغامرات، طورتها Team Cherry، وهي شركة تطوير مستقلة أسترالية. صدرت اللعبة أول مرة في عام 2017 وأُصدرت نسخة الفويدهارت (بالإنجليزية: Void heart)‏ عام 2018 التي تضم الأربع إضافات: فرقة جريم وحاكم الأسياد ودماء الحياة والأحلام المخفية.
تدور قصة اللعبة في عالم خيالي يعج بالمخلوقات الغريبة والأماكن المظلمة. تلعب دور فارس صغير من الحشرات يُسمى "الفارس" ( Knight)، الذي يستكشف مملكة هولونيست الواقعة تحت الأرض. تقدم اللعبة تجربة مميزة من خلال تصميم مناطق متشابكة، ومعارك ممتعة، وألغاز تفكيرية.
"هولو نايت" حصلت على إشادة كبيرة من النقاد واللاعبين على حد سواء، وذلك بفضل تصميمها الجميل والموسيقى الرائعة واللعب الممتع. تميزت اللعبة أيضًا بصعوبتها التحديّة التي تشبه الألعاب الكلاسيكية، مما جعلها تكون جذابة لفئة واسعة من اللاعبين.

## روابط خارجية
هولو نايت على موقع IMDb (الإنجليزية)